# Cryptolestes pusilloides
Cryptolestes pusilloides är en skalbaggsart som först beskrevs av Steel och Howe 1952.  Cryptolestes pusilloides ingår i släktet Cryptolestes och familjen ritsplattbaggar. Arten är tillfälligt reproducerande i Sverige. Inga underarter finns listade i Catalogue of Life.

## Bildgalleri

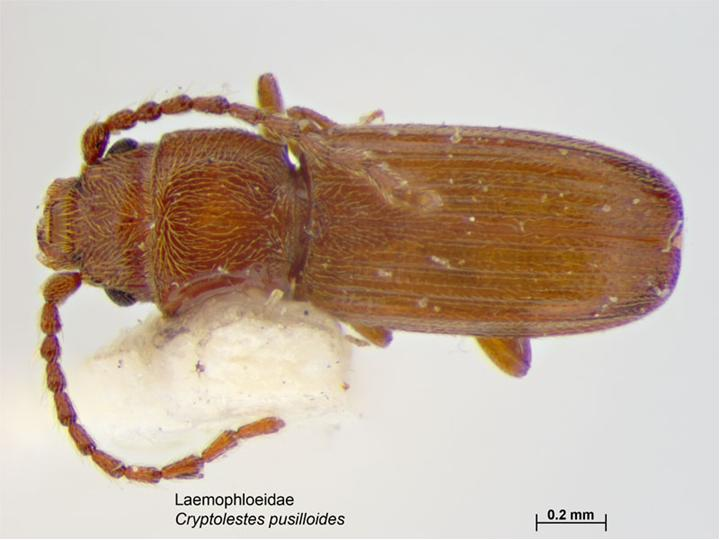